# Clint Hill

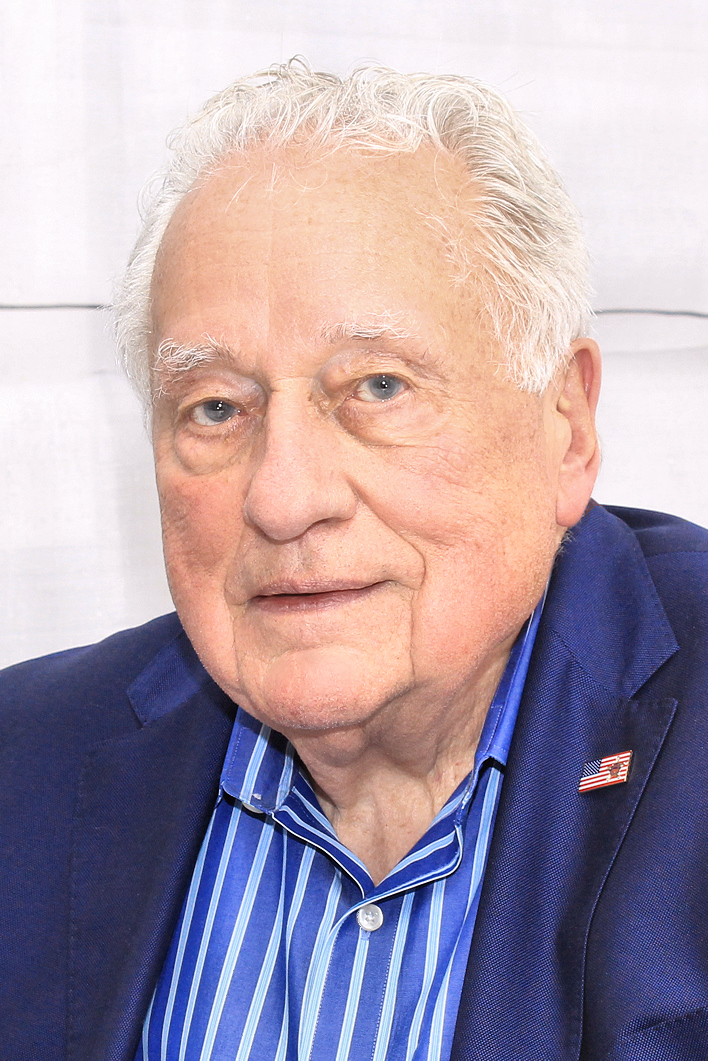
Clint Hill (2016)

Clinton J. Hill (* 4. Januar 1932 in Larimore, North Dakota; † 21. Februar 2025 in Belvedere, Kalifornien) war ein US-amerikanischer Agent des United States Secret Service. Er war bei dem Attentat auf John F. Kennedy zugegen und dabei der zuständige Personenschützer für Jacqueline Kennedy.

## Werdegang

### Frühe Jahre
Hill trat im Jahr 1958 dem United States Secret Service in Denver bei und wurde 1959 der Abteilung des Weißen Hauses zugeteilt. Dort war er als Special Agent mit für die Sicherheit von Präsident Dwight D. Eisenhower verantwortlich und nach der gewonnenen Wahl 1960 von John F. Kennedy für die der First Lady Jacqueline Lee Bouvier Kennedy.

### Das Attentat

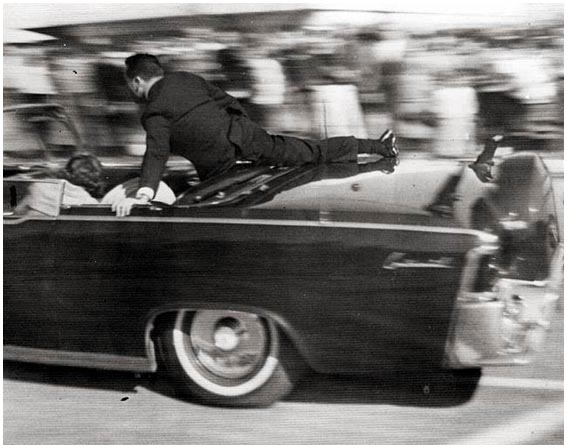
Hill auf der Präsidenten-Limousine, kurz nachdem Kennedy getroffen wurde

Als am 22. November 1963 um 12:30 Uhr die Wagenkolonne des Präsidenten auf die Elm Street in Dallas, Texas, abbog, befand sich Hill im Wagen des Secret Service, der knapp hinter dem von William Greer gesteuerten Wagen des Präsidenten fuhr. Als die Wagenkolonne sich weiter auf die nahende Unterführung zubewegte, fiel der erste Schuss. Hill vermutete einen Feuerwerksknaller. Als er sich in dessen Richtung umdrehte, fiel sein Blick auf den getroffenen Präsidenten und er lief zum Wagen des Präsidenten.
Noch bevor Hill den Wagen erreichen konnte, fiel der tödliche Kopfschuss. Hill kletterte auf den Kofferraum der Präsidenten-Limousine und beugte sich anschließend schützend über den getroffenen Präsidenten und die First Lady.
Von den Mitarbeitern des Secret Service, die in der Wagenkolonne mitfuhren, war Hill offenbar der einzige, der tatsächlich versuchte, den Präsidenten nach dem ersten Schuss zu schützen. Das ist das Ergebnis einer Untersuchung des Journalisten Vincent Palamara, der ab 1988 zahlreiche der damaligen Secret-Service-Agenten ausfindig machte und befragte.
Der getroffene Präsident wurde in das nahegelegene Parkland Hospital gefahren, wo die Ärzte nur noch seinen Tod feststellen konnten. Hill war der Erste, der den Tod des Präsidenten bekannt gab und die schwere Aufgabe erhielt, diese Nachricht dem Bruder des Präsidenten, dem damaligen Justizminister Robert F. Kennedy, telefonisch mitzuteilen.

### Folgejahre
Nach dem Kennedy-Attentat wurde Hill zunächst weiter mit dem Personenschutz für Jacqueline Kennedy beauftragt. Später kehrte er zur Schutzgruppe des Präsidenten – nun Lyndon B. Johnson – zurück und wurde später von diesem, der zunächst an der Loyalität des eng mit den Kennedys vertrauten Hill gezweifelt hatte, zum Leiter dieser Gruppe befördert.
Hills Rolle war im Fall Kennedy die des tragischen Helden. Noch Jahre später fühlte er sich für den Tod des Präsidenten verantwortlich. Im Alter von 43 Jahren verließ Hill im Jahr 1975 den Secret Service. Ein knappes halbes Jahr später führte der Journalist Mike Wallace für sein TV-Magazin 60 Minutes ein Interview mit Clint Hill. Dies war das erste Mal, dass ein Agent des Geheimdienstes öffentlich Stellung zu dem Attentat nahm. Hill bedauerte, die Präsidentenlimousine nicht ein oder zwei Sekunden schneller erreicht zu haben und erklärte, dass er bereit gewesen wäre, sein Leben für den Präsidenten zu geben.